# SN 2011Q
SN 2011Q – supernowa typu Ia odkryta 5 stycznia 2011 roku w galaktyce A091911+3942. W momencie odkrycia miała maksymalną jasność 19,00m.